# Noord-Ndebele (taal)
Noord-Ndebele of isiNdebele, of Sindebele is een Afrikaanse taal die behoort tot de Ngunitalen een onderdeel van de Bantoetalen. Het wordt gesproken door de Noord-Ndebele of Matabele van Zimbabwe. Het is naast het Shona een van de twee hoofdtalen van Zimbabwe.
Noord-Ndebele is verwant met Zoeloe, dat gesproken wordt in Zuid-Afrika. De Ndebele van Zimbabwe stammen namelijk af van de volgers van de Zoeloeleider Mzilikazi. Zij verlieten KwaZoeloe-Natal in het begin van de negentiende eeuw gedurende de Mfecane (1823-1837).
Het Noord-Ndebele (isiNdebele) is verwant met, maar is een andere taal dan het Zuid-Ndebele (Nrebele) dat voornamelijk in Zuid-Afrika gesproken wordt.